# Liehittäjämeer
Het Liehittäjämeer, Zweeds – Fins: Liehittäjäjärvi, is een meer in Zweden, in de gemeente Övertorneå. De Liehittäjänrivier komt door het meer, maar er zijn meer beken, die erin uitkomen. Het meer heeft een langwerpige vorm.
Afwatering: meer Liehittäjämeer → Liehittäjänrivier → meer Puostimeer → Puostirivier → Torne → Botnische Golf